# Syndykoszczyzna
Syndykoszczyzna (też Syndykowszczyzna)– część wsi Kazuń Polski w Polsce położona w województwie mazowieckim, w powiecie nowodworskim, w gminie Czosnów. Stanowi północną część wsi w rejonie ulicy Polnej.
Dawniej odrębna wieś i gromada w  gminie Cząstków, a do 1952 w gminie Kazuń. W latach 1975–1998 miejscowość administracyjnie należała do województwa warszawskiego.